# WrestleMania 29
WrestleMania 29 var den 29. udgave af pay-per-view-showet WrestleMania produceret af WWE. Det fandt sted d. 7. april 2013 fra MetLife Stadium i East Rutherford, New Jersey, hvor der var 80.676 tilskuere, hvilket kun er overgået af WrestleMania III.
Showets main event var en VM-titelkamp om WWE Championship mellem den regerende verdensmester The Rock og topudfordreren John Cena. Det var samtidig en rematch fra sidste års main event ved WrestleMania XXVIII. Derudover var der også en anden VM-titelkamp om WWE World Heavyweight Championship mellem den regerende verdensmester Alberto Del Rio og Jack Swagger. Af andre prominente kampe var ligeledes kampen, hvori The Undertaker forsvarede sin imponerende 20-0-sejrsrække mod CM Punk, mens Triple H og Brock Lesnar mødtes i en rematch fra SummerSlam 2012. 
Showet blev den femte udgave af WrestleMania, der blev afholdt i storbysområdet i nærheden af New York. Det var desuden fjerde gang, at showet blev afviklet udendørs, mens det var første gang, at WrestleMania blev afholdt udendørs to år i træk. 

## Baggrund
Siden 1993 har vinderen af årets Royal Rumble match ved WWE's Royal Rumble i januar fået rettigheden til at udfordre den regerende verdensmester. I januar 2013 lykkedes det John Cena at vinde sin anden Royal Rumble match i karrieren. John Cena udfordrer dermed The Rock til en rematch fra sidste års WrestleMania. Ved WrestleMania XXVIII tabte Cena til The Rock, der i januar netop ved WWE's Royal Rumble vendte tilbage til WWE igen og denne gang vandt WWE Championship fra CM Punk, der ellers havde regeret som verdensmester i 434 dage - den længste periode som WWE-verdensmester siden 1980'erne. 
WWE's anden VM-titel, WWE World Heavyweight Championship, er også i spil ved WrestleMania 29. Kort før Royal Rumble lykkedes det Alberto Del Rio at vinde VM-titlen fra Big Show under en episode af SmackDown. Alberto Del Rio forsvarede succesrigt titlen ved Royal Rumble og Elimination Chamber. I samme periode vendte Jack Swagger tilbage til WWE efter en længere skadespause. Ved Elimination Chamber lykkedes det Swagger at vinde topudfordrer-kampen mod Randy Orton, Kane, Chris Jericho, Daniel Bryan og Mark Henry, og derved sikrede Jack Swagger sig en VM-titelkamp ved WrestleMania 29 mod Alberto Del Rio.
4. marts 2013 vendte The Undertaker tilbage WWE under en liveudsendelse af det ugentlige tv-program RAW. Det var The Undertakers første tv-optræden siden sidste års WrestleMania. Under udsendelsen blev der sat en kamp op mellem fire wrestlere, hvor vinderen ville få chancen for at gøre en ende på The Undertakers imponerende sejrrække ved WrestleMania. The Undertaker har vundet alle sine 20 kampe ved WrestleMania. CM Punk besejrede Randy Orton, Big Show og Sheamus og får dermed chancen mod The Undertaker. 

## Kampprogram
Der var otte kampe på programmet ved WrestleMania 29:
- The Shield (Dean Ambrose, Seth Rollins og Roman Reigns) besejrede Sheamus, Big Show og Randy Orton
- Mark Henry besejrede Ryback
- WWE Tag Team Championship: Kane og Daniel Bryan besejrede Dolph Ziggler og Big E Langston
- Fandango besejrede Chris Jericho
- WWE World Heavyweight Championship: Alberto Del Rio besejrede Jack Swagger
- The Undertaker besejrede CM Punk (med Paul Heyman)
  - The Undertaker udvidede dermed sin sejrsrække til 21-0.
- Triple H (med Shawn Michaels) besejrede Brock Lesnar (med Paul Heyman)
- WWE Championship: John Cena besejrede The Rock
  - John Cena vandt dermed sin 13. VM-titel i karrieren og WWE Championship for 11. gang, hvilket er ny rekord.